# Nyújtsd ki mennyből
A Nyújtsd ki mennyből magyar egyházi népének. Dallama Bogisich Mihály: Őseink buzgósága című kétkötetes énekeskönyvéből való. Szövege Kovács Márk énekeskönyvében jelent meg.
Feldolgozás:
| Szerző       | Mire        | Mű                | Előadás     |
| ------------ | ----------- | ----------------- | ----------- |
| Bárdos Lajos | vegyeskar   | Musica Sacra I/5  | [ 3 ] [ 4 ] |
| Bárdos Lajos | egynemű kar | Musica Sacra II/2 |             |

## Kotta és dallam
| Nyújtsd ki mennyből, ó szent Anyánk, kezedet, Meg ne utáld ínségében hívedet, Mária, Mária, Mária, Szűzanya! | Oltalomhely Isten után csak te vagy, Szólj mellettem, mert Istennél szavad nagy. Mária, … |
| Vétkeimnek rútságáért meg ne vess, Szent Fiadnak országába bevezess. Mária, …                                | Hogyha megvetsz, édesanyám, mit tegyek? Vétkeimnek tengerében elveszek. Mária, …          |
| Szánd meg, kérlek, én szomorú estemet, Ne tekintse Fiad, Jézus, vétkemet. Mária, …                           | Hanem nézze irgalmának tengerét S a te buzgó könyörgésed érdemét. Mária, …                |
| És ha majdan elközelget halálom, Kegyes Anya, te légy édes vigaszom. Mária, …                                | Akkor segíts engem, szegény szolgádat, Kérjed értem Jézust, te szent Fiadat. Mária, …     |

## Felvételek
- SZVU 189 Nyújtsd ki mennyből. YouTube (2011. május 21.)  (Hozzáférés: 2016. december 31.) (audió)
- Buják - midi orgona (III.). YouTube (2012. február 19.)  (Hozzáférés: 2016. december 31.) (audió) orgona